# Sven-Gösta Signell
Sven-Gösta Signell, född 27 augusti 1929 i Sunne, är en tidigare svensk ombudsman och socialdemokratisk politiker.
Signell var riksdagsledamot 1971–1994, invald i Skaraborgs läns valkrets. Han var bland annat ledamot i trafikutskottet och utskottets ordförande 1993–1994.